# هاغي كانون
هاغي كانون (بالإنجليزية: Hughie Cannon)‏ هو ملحن وكاتب أغاني وعازف بيانو وشاعر أمريكي، ولد في 11 مايو 1877 في ديترويت في الولايات المتحدة، وتوفي في 22 سبتمبر 1912 في توليدو في الولايات المتحدة.

## وصلات خارجية
- هاغي كانون على موقع IMDb (الإنجليزية)
- هاغي كانون على موقع ميوزك برينز (الإنجليزية)